# Ga Dosim
Ga Dosim là ga trên Tuyến Jungang ở Namyangju.

## Bố trí ga
| ↑ Deokso  |
| ２ \| １  |
| Paldang ↓ |

| 1 | ● Tuyến Gyeongui–Jungang | → Hướng đi Jipyeong → |
| 2 | ● Tuyến Gyeongui–Jungang | ← Hướng đi Munsan     |